# Kaito Taniguchi
Kaito Taniguchi (japanisch 谷口 海斗 Taniguchi Kaito; * 7. September 1995 in der Präfektur Mie) ist ein japanischer Fußballspieler.

## Karriere
Taniguchi erlernte das Fußballspielen in der Jugendmannschaft von Kishu Esforco, der Schulmannschaft der Yokkaichi Chuo Technical High School sowie in der Universitätsmannschaft der Gifu-Keizai-Universität. Seinen ersten Vertrag unterschrieb er im Februar 2018 bei Grulla Morioka (heute: Iwate Grulla Morioka). Der Verein aus Morioka spielte in der dritten japanischen Liga, der J3 League. Für den Verein absolvierte er 55 Drittligaspiele und schoss dabei 24 Tore. 2020 wechselte er für eine Saison in die Präfektur Kumamoto zum Ligakonkurrenten Roasso Kumamoto. Mit 18 Toren wurde er 2020 Torschützenkönig der dritten Liga. Albirex Niigata, ein Zweitligist aus Niigata, nahm ihn im Januar 2021 unter Vertrag. Am Ende der Saison 2022 feierte er mit Albirex die Meisterschaft und den Aufstieg in die erste Liga. Am 2. November 2024 stand er mit Albirex im Finale des J. League Cup. Das Spiel gegen Nagoya Grampus verlor man im Elfmeterschießen.

## Erfolge
Albirex Niigata
- Japanischer Zweitligameister: 2022  ▲
- Japanischer Ligapokalfinalist: 2024

## Auszeichnungen
J3 League
- Torschützenkönig: 2020